# ペドロ・フアン・カバリェロ市
ペドロ・フアン・カバリェロ（スペイン語: Pedro Juan Caballero）は、パラグアイの都市で、アマンバイ県の県都。ブラジルのポンタ・ポランと国境を接し、安価な電子機器や消費財が入ってくることで知られるが、他方で麻薬密輸の中心地でもある。標高は国内の都市で最も高い670メートルである。
市名はパラグアイ独立の英雄であるペドロ・フアン・カバリェロに由来する。

## 交通
コンセプシオン、アスンシオン方面に国道5号線が延びる。

## 姉妹都市
- ポンタ・ポラン（ブラジル）